# Danny Drinkwater
Daniel Noel 'Danny' Drinkwater (Manchester, 5 maart 1990) is een voormalig Engels voetballer die doorgaans als centrale middenvelder speelde. Hij tekende in augustus 2017 een contract tot medio 2022 bij Chelsea, dat circa €38.300.000,- voor hem betaalde aan Leicester City. Sinds 30 augustus 2021 komt de middenvelder op huurbasis uit voor Reading. Drinkwater debuteerde in 2016 in het Engels voetbalelftal.

## Clubcarrière

### Manchester United
Drinkwater werd op negenjarige leeftijd opgenomen in de jeugdopleiding van Manchester United. Daarvoor tekende hij in juli 2006 hij zijn eerste contract. Op 24 juli 2009 zat Drinkwater op de bank tijdens een wedstrijd tegen Hull City. Om speelervaring op te doen, verhuurde Manchester hem aan achtereenvolgens Huddersfield Town, Cardiff City, Watford en Barnsley.

### Leicester City
Manchester United verkocht Drinkwater in januari 2012 aan Leicester City, op dat moment actief in de Championship. In december 2013 werd hij uitgeroepen tot Championship Player of the Month. Daarnaast was hij een van de drie genomineerden voor de Championship Player of the Year Award, de prijs voor beste speler van de competitie. Drinkwater promoveerde na afloop van het seizoen 2013/14 met Leicester naar de Premier League, waarin hij in het seizoen 2014/15 debuteerde. Hij won in mei 2016 met Leicester City de Premier League. Het was het eerste landskampioenschap in het bestaan van de club.
Middenvelder N'Golo Kanté vertrok na het kampioenenjaar meteen naar Chelsea. Andere sterkhouders zoals hijzelf, Jamie Vardy en Riyad Mahrez bleven de club langer trouw om aan te treden in de UEFA Champions League. Drinkwater bleef uiteindelijk 5,5 seizoen bij Leicester, waarvoor hij 195 competitiewedstrijden speelde.

### Chelsea en verhuur aan Burnley, Aston Villa, Kasımpaşa en Reading
Drinkwater tekende op 31 augustus 2016 een contract tot medio 2022 bij Chelsea, de kampioen van de Premier League in het voorgaande jaar. Chelsea betaalde circa €38.300.000,- voor hem, maar zijn transfer naar Stamford Bridge luidde uiteindelijk een moeilijke periode in voor de middenvelder. Drinkwater kon zich niet doorzetten bij Chelsea vanwege de aanwezigheid van spelers als oude bekende N'Golo Kanté, Mateo Kovačić en Jorginho. Twee jaar na zijn komst en een totaal van 23 optredens voor Chelsea, stalde de club hem bij Burnley. Aan zijn verblijf op Turf Moor kwam in januari 2020 al een einde. Drinkwater verloor de strijd van spelers als Jack Cork en Ashley Westwood en speelde slechts één duel. Zijn verhuurperiode liep ten einde op 6 januari 2020 en werd niet verlengd, waardoor hij terugkeerde naar Chelsea.
Drinkwater verhuisde op huurbasis naar Aston Villa, dat op dat punt van de competitie tegen degradatie vocht. Op 12 januari 2020 debuteerde hij met een spectaculaire 1–6 nederlaag tegen Manchester City (en een record-hattrick van Sergio Agüero incluis). Drinkwater stond op 21 januari 2020 gelijk weer in de basis voor de volgende thuiswedstrijd op Villa Park, tegen mede-degradatiekandidaat Watford. Deze wedstrijd werd met 2–1 gewonnen door Villa na een laat doelpunt van Tyrone Mings.
Op 18 januari 2021 tekende Drinkwater op huurbasis voor de rest van het seizoen 2020/21 bij Kasımpaşa. Hij maakte zijn competitiedebuut als invaller tegen Göztepe op 28 februari 2021. Op 30 augustus 2021 werd Drinkwater tot eind mei 2022 verhuurd aan Reading. Daarna kwam hij zonder club te zitten.
Op 30 oktober 2023 kondigde Drinkwater het einde van zijn carrière als profvoetballer aan.

## Clubstatistieken
| Seizoen         | Club                | Competitie      | Competitie | Competitie | Beker | Beker | Internationaal | Internationaal | Totaal | Totaal |
| Seizoen         | Club                | Competitie      | Wed.       | Dlp.       | Wed.  | Dlp.  | Wed.           | Dlp.           | Wed.   | Dlp.   |
| --------------- | ------------------- | --------------- | ---------- | ---------- | ----- | ----- | -------------- | -------------- | ------ | ------ |
| 2008/09         | Manchester United   | Premier League  | 0          | 0          | 0     | 0     | 0              | 0              | 0      | 0      |
| 2009/10         | → Huddersfield Town | League One      | 35         | 2          | 2     | 0     | —              | —              | 37     | 2      |
| 2010/11         | → Cardiff City      | Championship    | 9          | 0          | 3     | 0     | —              | —              | 12     | 0      |
| 2010/11         | → Watford           | Championship    | 12         | 0          | 0     | 0     | —              | —              | 12     | 0      |
| 2011/12         | → Barnsley          | Championship    | 17         | 1          | 1     | 0     | —              | —              | 18     | 1      |
| 2011/12         | Leicester City      | Championship    | 19         | 2          | 0     | 0     | —              | —              | 19     | 2      |
| 2012/13         | Leicester City      | Championship    | 44         | 1          | 2     | 0     | —              | —              | 46     | 1      |
| 2013/14         | Leicester City      | Championship    | 45         | 7          | 4     | 1     | —              | —              | 49     | 8      |
| 2014/15         | Leicester City      | Premier League  | 23         | 0          | 1     | 0     | —              | —              | 24     | 0      |
| 2015/16         | Leicester City      | Premier League  | 35         | 2          | 2     | 0     | —              | —              | 37     | 2      |
| 2016/17         | Leicester City      | Premier League  | 29         | 1          | 3     | 0     | 10             | 0              | 42     | 1      |
| 2017/18         | Chelsea             | Premier League  | 12         | 1          | 7     | 0     | 3              | 0              | 22     | 1      |
| 2018/19         | Chelsea             | Premier League  | 0          | 0          | 0     | 0     | 0              | 0              | 0      | 0      |
| Carrière totaal | Carrière totaal     | Carrière totaal | 280        | 17         | 25    | 1     | 13             | 0              | 318    | 18     |

Bijgewerkt t/m 30 mei 2019

## Interlandcarrière
Drinkwater maakte een doelpunt in twee wedstrijden voor Engeland onder 18 en een doelpunt in twaalf wedstrijden voor Engeland onder 19. Op donderdag 17 maart 2016 werd Drinkwater door bondscoach Roy Hodgson voor het eerst opgeroepen voor de Engelse selectie voor twee vriendschappelijke wedstrijden tegen Duitsland en Nederland. In de met 1–2 verloren interland tegen het Nederlands voetbalelftal maakte Drinkwater zijn debuut. Op 16 mei 2016 werd hij opgenomen in de voorselectie van Engeland voor het Europees kampioenschap voetbal 2016.
| Interlands van Danny Drinkwater voor Engeland | Interlands van Danny Drinkwater voor Engeland | Interlands van Danny Drinkwater voor Engeland | Interlands van Danny Drinkwater voor Engeland | Interlands van Danny Drinkwater voor Engeland | Interlands van Danny Drinkwater voor Engeland | Interlands van Danny Drinkwater voor Engeland |
| №                                             | Datum                                         | Wedstrijd                                     | Uitslag                                       | Soort wedstrijd                               | Doelpunten                                    | Assists                                       |
| Als speler bij Leicester City                 | Als speler bij Leicester City                 | Als speler bij Leicester City                 | Als speler bij Leicester City                 | Als speler bij Leicester City                 | Als speler bij Leicester City                 | Als speler bij Leicester City                 |
| --------------------------------------------- | --------------------------------------------- | --------------------------------------------- | --------------------------------------------- | --------------------------------------------- | --------------------------------------------- | --------------------------------------------- |
| 1.                                            | 29 maart 2016                                 | Engeland - Nederland                          | 1 - 2                                         | Vriendschappelijk                             | 0                                             | 0                                             |
| 2.                                            | 22 mei 2016                                   | Engeland - Turkije                            | 2 - 1                                         | Vriendschappelijk                             | 0                                             | 0                                             |
| 3.                                            | 27 mei 2016                                   | Engeland - Australië                          | 2 - 1                                         | Vriendschappelijk                             | 0                                             | 0                                             |

## Erelijst
| Competitie         |                |                |                |                |
| Competitie         | Aantal         | Jaren          |                |                |
| Leicester City     | Leicester City | Leicester City | Leicester City | Leicester City |
| ------------------ | -------------- | -------------- | -------------- | -------------- |
| Premier League     | 1x             | 2015/16        |                |                |
| EFL Championship   | 1x             | 2013/14        |                |                |
| Chelsea            |                |                |                |                |
| UEFA Europa League | 1x             | 2018/19        |                |                |
| FA Cup             | 1x             | 2017/18        |                |                |